# 1,3-丁二醇
1,3-丁二醇，分子式C4H10O2。

## 性质
无色粘稠液体，略有苦甜味，吸湿性强。溶于水、乙醇、丙酮、丁酮、蓖麻油、邻苯二甲酸二丁酯，几乎不溶于苯、甲苯、四氯化碳、乙醇胺类、脂肪烃、矿物油和亚麻子油。沸点较高，因此常压蒸馏时易被空气氧化，宜在减压下蒸馏。
- 粘度：103.9 mPa·s（25°C）
- 表面张力：37.8 mN/m（25°C）

## 制备
两分子乙醛在碱液中经羟醛加成得到丁醇醛，后者再经氢化，得到1,3-丁二醇。
{\displaystyle \ 2CH_{3}CHO\ {\xrightarrow[{10\!-\!25^{o}C}]{base}}\ CH_{3}CH(OH)CH_{2}CHO}
{\displaystyle \ CH_{3}CH(OH)CH_{2}CHO+H_{2}\ {\xrightarrow[{60\!-\!120^{o}C}]{Ni}}\ CH_{3}CH(OH)CH_{2}CH_{2}OH}

## 用途
用作增塑剂和不饱和聚酯树脂的生产原料，肉类和乳酪的抗菌剂，以及航空工业中的脱冰剂等。